# Batrad´
Batrad´ (ukr. Батрадь) – wieś na Ukrainie, w obwodzie zakarpackim, w rejonie berehowskim, w hromadzie Batiowo. Miejscowość etnicznie węgierska.
W 2001 liczyła 1846 mieszkańców, spośród których 402 wskazało jako ojczysty język ukraiński, 18 rosyjski, 1425 węgierski, a 1 słowacki.